# Tunisisk dinar
Tunisisk dinar (DT - Dinar tunisien) är den valuta som används i Tunisien i Afrika. Valutakoden är TND. 1 Dinar = 1000 millimes.
Valutan infördes 1958 och ersatte den franska francen. 

## Användning
Valutan ges ut av Banque Centrale de Tunisie - BCdT som grundades 1958 och har huvudkontoret i Tunis.

## Valörer
- mynt: ½, 1 och 5 Dinar
- underenhet: 10, 20, 50 och 100 millimes
- sedlar: 5, 10, 20, 30 och 50 dinarer.

Den första sedeln med valören 50 dinarer utgavs våren 2009 med anledning av centralbankens 50-årsjubileum. Nya 10-dinar sedlar utgavs år 2020 och år 2022 kom nya sedlar med valörerna 5 och 50 dinarer.